# Kanton Saint-Étienne-de-Baïgorry
Kanton Saint-Étienne-de-Baïgorry (francouzsky Canton de Saint-Étienne-de-Baïgorry) je francouzský kanton v departementu Pyrénées-Atlantiques v regionu Akvitánie. Tvoří ho 11 obcí.

## Obce kantonu
- Aldudes
- Anhaux
- Ascarat
- Banca
- Bidarray
- Irouléguy
- Lasse
- Ossès
- Saint-Étienne-de-Baïgorry
- Saint-Martin-d'Arrossa
- Urepel